# Hurt (Nine Inch Nails-låt)
Hurt är en låt från 1994 skriven av Trent Reznor och framförd av industribandet Nine Inch Nails på albumet The Downward Spiral. Låten släpptes som promotionsingel 1995. Det är en av bandets lugnare låtar och tillhör bandets mest kända verk.

## Coverversioner
Countrysångaren Johnny Cash gjorde 2002 en cover på Hurt som blev mycket populär. Låten blev Cashs sista singel före hans död. Reznor var ursprungligen smickrad men tveksam till covern. Han ändrade uppfattning när han såg musikvideon, som gjorde ett sådant intryck på honom att han började gråta. Enligt honom själv var det som att förlora en flickvän – låten var inte längre hans utan levde ett nytt liv i händerna på en musiklegend.
Ett antal andra artister har gjort cover på Hurt, bland andra Placebo och Tori Amos.